# Herb powiatu wadowickiego
Herb powiatu wadowickiego – jeden z symboli powiatu wadowickiego, autorstwa Wojciecha Drelicharza, Zenona Piecha oraz Barbary Widłak, ustanowiony 7 marca 2002.

## Wygląd i symbolika
Herb przedstawia na tarczy w polu czerwonym Orła Białego ukoronowanego ze złotą przepaską zakończoną trójliściem przez skrzydła, takim że dziobem, językiem, szponami i koroną na głowie ponad skrzyżowanymi kluczami papieskimi (srebrnym i złotym).